# Corina Ștefanová
Corina Ștefanová (roz. Căprioriuová) (* 18. červenec 1986, Lugoj) je rumunská zápasnice – judistka. Je majitelkou stříbrné olympijské medaile z roku 2012.

## Sportovní kariéra
Začínala s gymnastikou v 5 letech, ale nakonec skončila po vzoru svého staršího bratra u juda. Ve 14 letech se přesunula do tréninkového centra v Kluži a záhy se stala stabilní členkou rumunské juniorské a později seniorské reprezentace. Její doménou jsou silové techniky, především hody přes bok (goši-waza) a zvedačky (pick-ups).
Mezi světovou špičku pronikla v sezoně 2010 a bez větších potíží se kvalifikovala na olympijské hry v Londýně. Na cestě do finále zvládla dva vyrovnané zápasy, kde především její čtvrtfinálový zápas s Maďarkou Karakasovou rozhodli rozhodčí praporky v poměru 2:1. Ve finále proti Japonce Macumotové úspěšně odolávala boji na zemi a po regulérní hrací době zápas skončil nerozhodně. V prodloužení se však dopustila hrubé chyby. V zápalu boje sáhla soupeřce na nohu a byla diskvalifikovaná. Získala stříbrnou olympijskou medaili.
Po olympijských hrách se vdala za svého dlouholetého přítele zápasníka Gheorghitu.

### Vítězství
- 2010 – 4× světový pohár (Sofie, Varšava, Bukurešť, Suwon)
- 2011 – 1× světový pohár (Rio de Janeiro)
- 2012 – 1× světový pohár (Moskva)
- 2013 – 2× světový pohár (Řím, Čching-tao)
- 2014 – 1× světový pohár (Taškent)
- 2015 – 1× světový pohár (Baku)

## Výsledky
| Olympijské hry     |    |   | —   |     |     |     | —  |     |    |    | 2.  |     |     |     | 5.  |   |     |     |  |  |  |  |  |  |  |  |  |
| Mistrovství světa  |    | — |     | —   |     | úč. |    | úč. | 5. | 3. |     | úč. | úč. | 2.  |     | — | úč. |     |  |  |  |  |  |  |  |  |  |
| Evropské hry       |    |   |     |     |     |     |    |     |    |    |     |     |     | úč. |     |   |     | úč. |  |  |  |  |  |  |  |  |  |
| Mistrovství Evropy | —  | — | —   | —   | úč. | úč. | 7. | úč. | 1. | 3. | úč. | úč. | 5.  | úč. | úč. | — | —   | úč. |  |  |  |  |  |  |  |  |  |
| ME do 23 let       | —  | — | —   | 7.  | 5.  | úč. | —  |     |    |    |     |     |     |     |     |   |     |     |  |  |  |  |  |  |  |  |  |
| MS juniorů         | —  |   | úč. |     |     |     |    |     |    |    |     |     |     |     |     |   |     |     |  |  |  |  |  |  |  |  |  |
| ME juniorů         | —  | — | 2.  | úč. |     |     |    |     |    |    |     |     |     |     |     |   |     |     |  |  |  |  |  |  |  |  |  |
| ME dorostenců      | 3. |   |     |     |     |     |    |     |    |    |     |     |     |     |     |   |     |     |  |  |  |  |  |  |  |  |  |